# Пино, Сантьяго
Сантья́го Пи́но (исп. Santiago Pino; род. 20 августа 1931) — уругвайский футболист, фланговый защитник, известный по выступлениям за «Пеньяроль».

## Биография
Сантьяго Пино был частью выдающейся команды «Пеньяроля», выигравшей на рубеже 1950-х и 1960-х годов пять подряд чемпионатов Уругвая («Золотая пятилетка», исп. Quinquenio de Oro) (1958—1962). В этот же период уложились победы в первых двух розыгрышах Кубка Либертадорес (1960, 1961) и завоевание Межконтинентального кубка в 1961 году. Пино выступал на позиции правого флангового защитника или полузащитника — такая позиция известна в Латинской Америке как «латераль». Он стал участником четырёх из пяти победных компаний в «Золотой пятилетке».
В 1960 году Пино был игроком основного состава «Пеньяроля», победившего в первом розыгрыше Кубка Либертадорес. Он сыграл без замен в обоих финальных матчах против асунсьонской «Олимпии». Провёл оба матча против мадридского «Реала» в первом розыгрыше Межконтинентального кубка, но в этом противостоянии верх взяла испанская команда.
В следующем году Пино потерял место в основе и сыграл во втором розыгрыше Кубка Либертадорес лишь в одном матче. Это была ответная полуфинальная встреча с «Олимпией». Пино вышел в основе, но был заменён на 40-й минуте на Дарио Коттигу. Игра завершилась победой «ауринегрос» 2:1. В первом матче на Сентенарио «Пеньяроль» также был сильнее — 3:1. В финальных играх, по итогам которых «Пеньяроль» обыграл «Палмейрас», Сантьяго Пино участия не принимал.
В 1962 году Пино перешёл в аргентинский «Сан-Лоренсо де Альмагро». Первую игру за новую команду провёл 25 марта в гостях, против «Феррокарриль Оэсте». «Святые» уступили с минимальным счётом 0:1. Всего за «красно-синих» Пино провёл три матча, голов не забивал.

## Достижения
- Чемпион Уругвая (4): 1958, 1959, 1960, 1961
- Обладатель Кубка Либертадорес (2): 1960, 1961